# Columbia Automobile Company

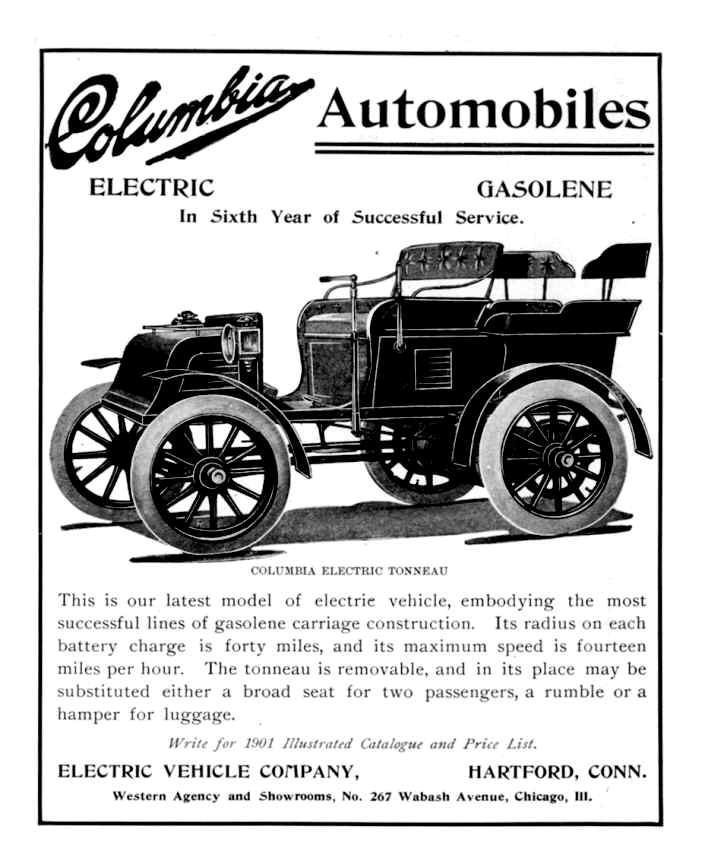
Werbeanzeige für Columbia Automobile von 1901

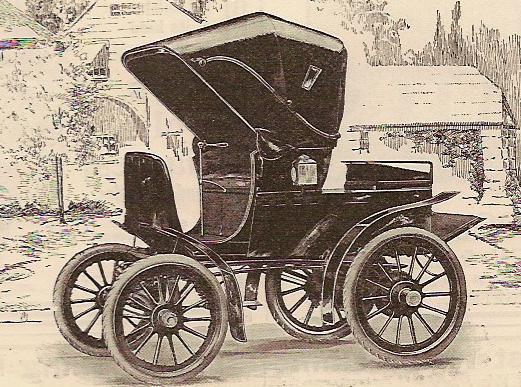
Der Columbia Mark III Phaeton

Die Columbia Automobile Company war ein führender US-amerikanischer Hersteller von Automobilen, vor allem von Elektroautos aus Hartford (Connecticut). Gegründet wurde die Columbia Automobile Company 1899 als gemeinsame Tochter der Autoabteilung von Colonel Albert A. Popes Pope Manufacturing Company, Hartford (Connecticut), und der Electric Vehicle Company, die kurz vorher von William Collins Whitney gekauft worden war. Eine Kooperation von Pope und Whitney mit dem Ziel, in allen größeren US-Städten ein Taxi-Monopol zu errichten, scheiterte. Es folgte eine Neuausrichtung auf Automobile, anfangs mit Elektroantrieb, später mit einem stetig größeren Anteil an Benzinfahrzeugen im Programm.
Um die Jahrhundertwende verkaufte das Unternehmen jedes Jahr unter dem Markennamen Columbia hunderte Elektroautos. 1908 wurde die Gesellschaft in Columbia Motor Car Co. umbenannt und 1910 von der United States Motor Company aufgekauft.

## Elektrofahrzeuge
Schon 1897 wurde ein leichtes, zweisitziges Elektrofahrzeug als Columbia Motor Carriage bzw. Phaeton vorgestellt. Hersteller war die Pope Manufacturing Co., Hartford. Die Reichweite wurde mit 25 Meilen (40 km), die Höchstgeschwindigkeit mit 15 mph (25 km/h) angegeben.
1898 erschien der viersitzige Columbia Break.
1899 wurde die Société l’Électromotion mit Sitz in Levallois-Perret bei Paris gegründet, die Columbia-Fahrzeuge in Lizenz unter der Marke Électromotion baute.
1899 bot Columbia weitere Elektrofahrzeuge mit verschiedenen Aufbauten an: zweisitzige Phaeton und Runabout, einen viersitzigen Dos-à-dos, einen Lieferwagen (Delivery vehicle) und einen Omnibus. Der Runabout war das kleinste Modell, ein offener Zweisitzer, der für einen Preis von 750,– Dollar verkauft wurde. Er war nur mit einem Elektromotor, einer Batterie von Exide und Federn von Concord ausgerüstet.
1900 kamen die viersitzigen Victoria, Surrey und Cabriolet hinzu. Die Karosserien der Modelle Columbia Surrey und Columbia Victoria ähnelten traditionellen Pferdewagen, nutzten aber das gleiche Antriebssystem wie die größeren Modelle. Sie wurden viel günstiger, für weniger als 1500,– Dollar bzw. 1600,– Dollar verkauft.
Der Columbia Brougham von 1904 war ein Brougham, eine Autobauform. Ausgerüstet mit einem Klappverdeck, bot er vier Passagieren Platz und wurde für 3500,– Dollar verkauft. Zwei Elektromotoren trieben die Hinterräder an. Gleichzeitig wurden das Coupé Columbia Coupe und der Columbia Hansom produziert und zum gleichen Preis verkauft. Die Autos erreichten eine Geschwindigkeit von 13 mph (21 km/h). Der Columbia Victoria Phaeton, Bauart Phaeton, der auf dem gleichen Design beruhte, wurde für 3000,– Dollar verkauft.
Columbias Basismodell war typisch für die Zeit, es ähnelte den Pferdewagen und wurde mit einer Pinne gesteuert. Es wurde für 850,– Dollar verkauft, 200,– Dollar mehr als das zeitgenössische Konkurrenzmodell Oldsmobile Curved Dash. Das 544 kg schwere Fahrzeug mit einer Sitzbank hatte einen Radstand von 162 cm und fuhr auf Holzspeichenrädern von 76 cm Durchmesser mit Lederkotflügeln. Das Antriebskonzept hatte seinen Ursprung in Popes Fahrradgeschäft: Die Hinterachse wurde mit einer Kette angetrieben, die das einzige Geräusch beim Fahren verursachte. Zwischen Motor und Kettenantrieb war ein Getriebe mit drei Vorwärts- und zwei Rückwärtsgängen geschaltet. Zwanzig Batterien von Hersteller Exide, einem mit der Electric Vehicle Company verbundenen Unternehmen, waren über den beiden Achsen platziert, um das Gewicht auszugleichen. An die Bremsen der beiden Hinterräder war eine Glocke angeschlossen, die bei Vollbremsung läutete. Die Höchstgeschwindigkeit betrug 15 Meilen pro Stunde (24 km/h).

Insgesamt bot Columbia etwa 20 verschiedene Elektroautos bis hin zu elektrischen Bussen, Taxis und Polizeiautos an. Die Autos waren sehr beliebt in den Städten mit relativ guten Straßen, wo ihre leisen und gleichmäßig laufenden Elektromotoren ihre Überlegenheit über die Autos mit Verbrennungsmotoren ausspielten. In den Städten standen auch zahlreiche Möglichkeiten zum Aufladen der Batterien zur Verfügung. Die Reichweite betrug 40 Meilen (64 km). 1903 fuhr ein Columbia die 250 Meilen (400 km) von Boston nach New York City in 23 Stunden. Der Columbia wurde als Luxusauto verkauft, unter anderem in Verkaufsräumen gegenüber dem Metropolitan Opera House in New York.

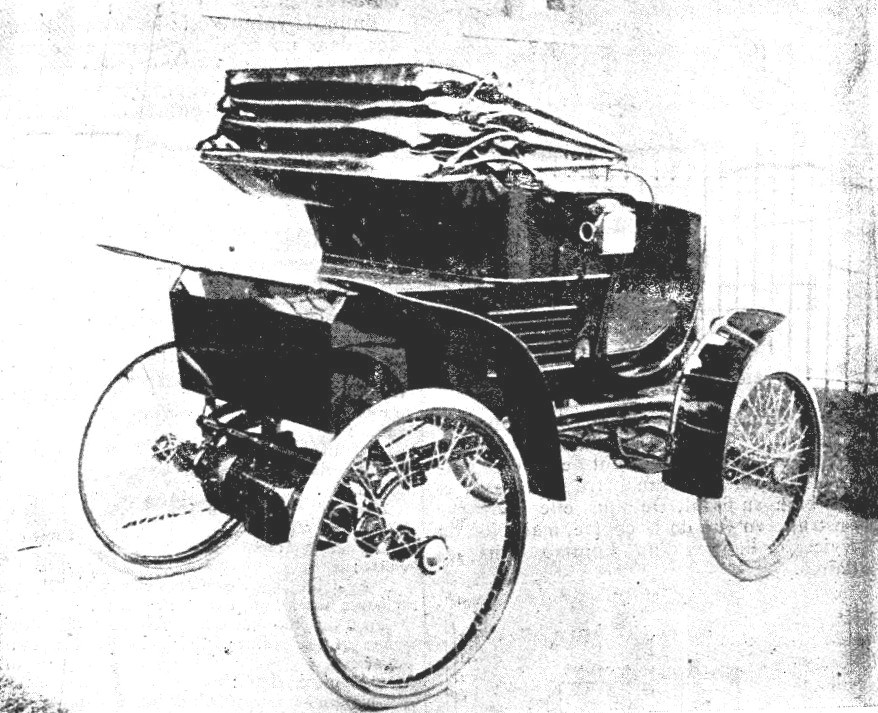
Motor Carriage electric (1897)
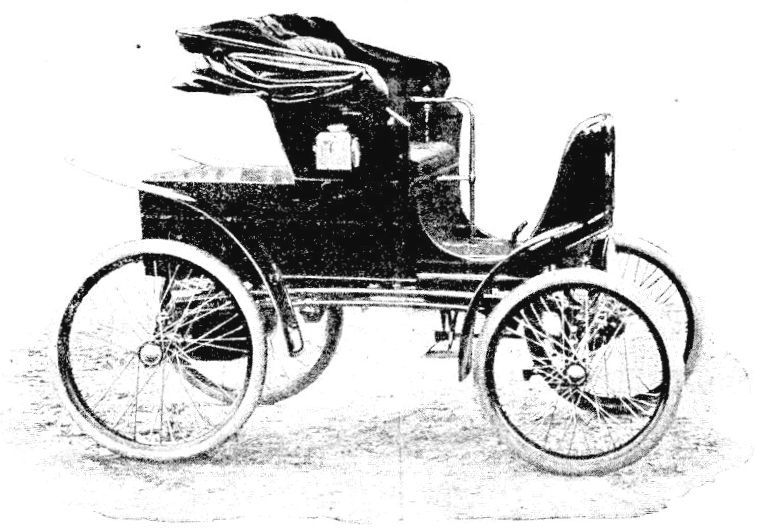
Motor Carriage electric (1898)
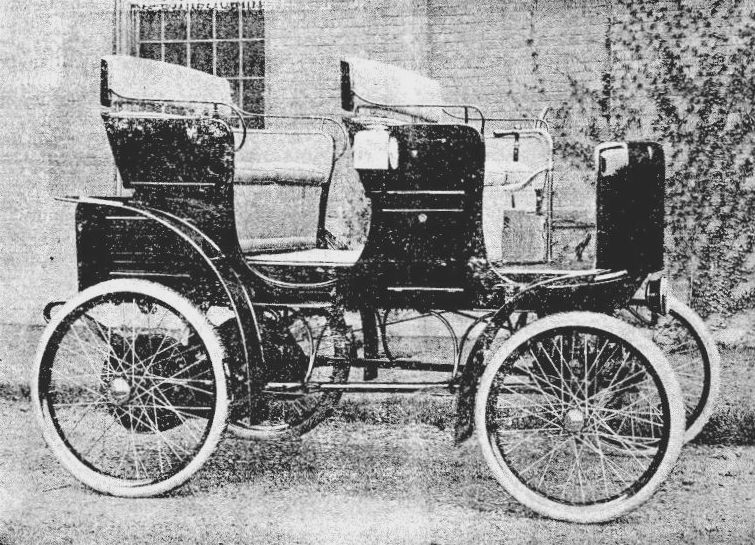
Break electric (1898)
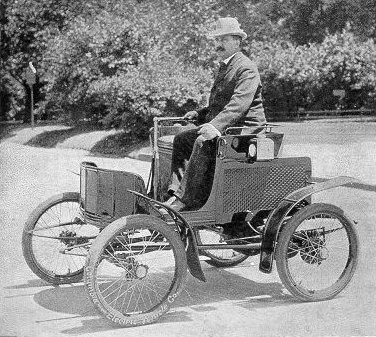
Runabout electric (1899)
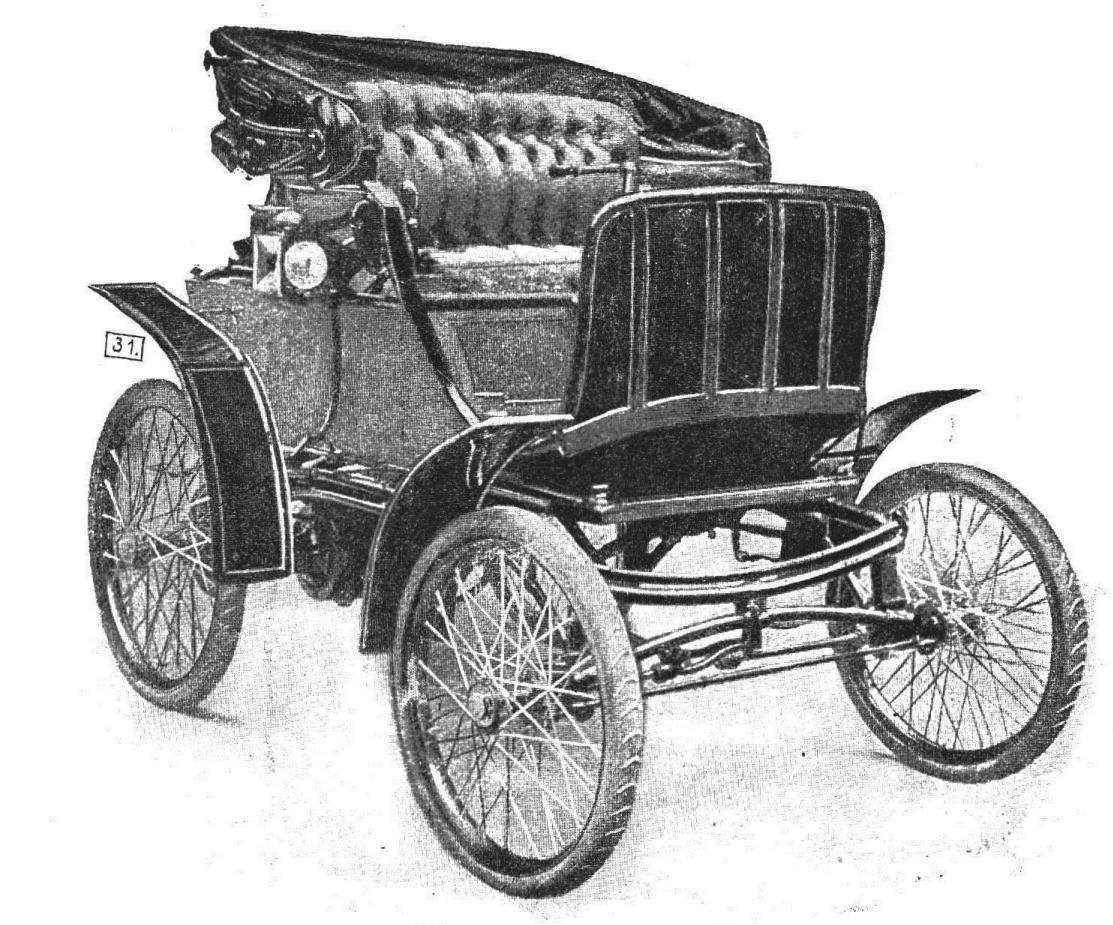
Phaeton electric (1900)
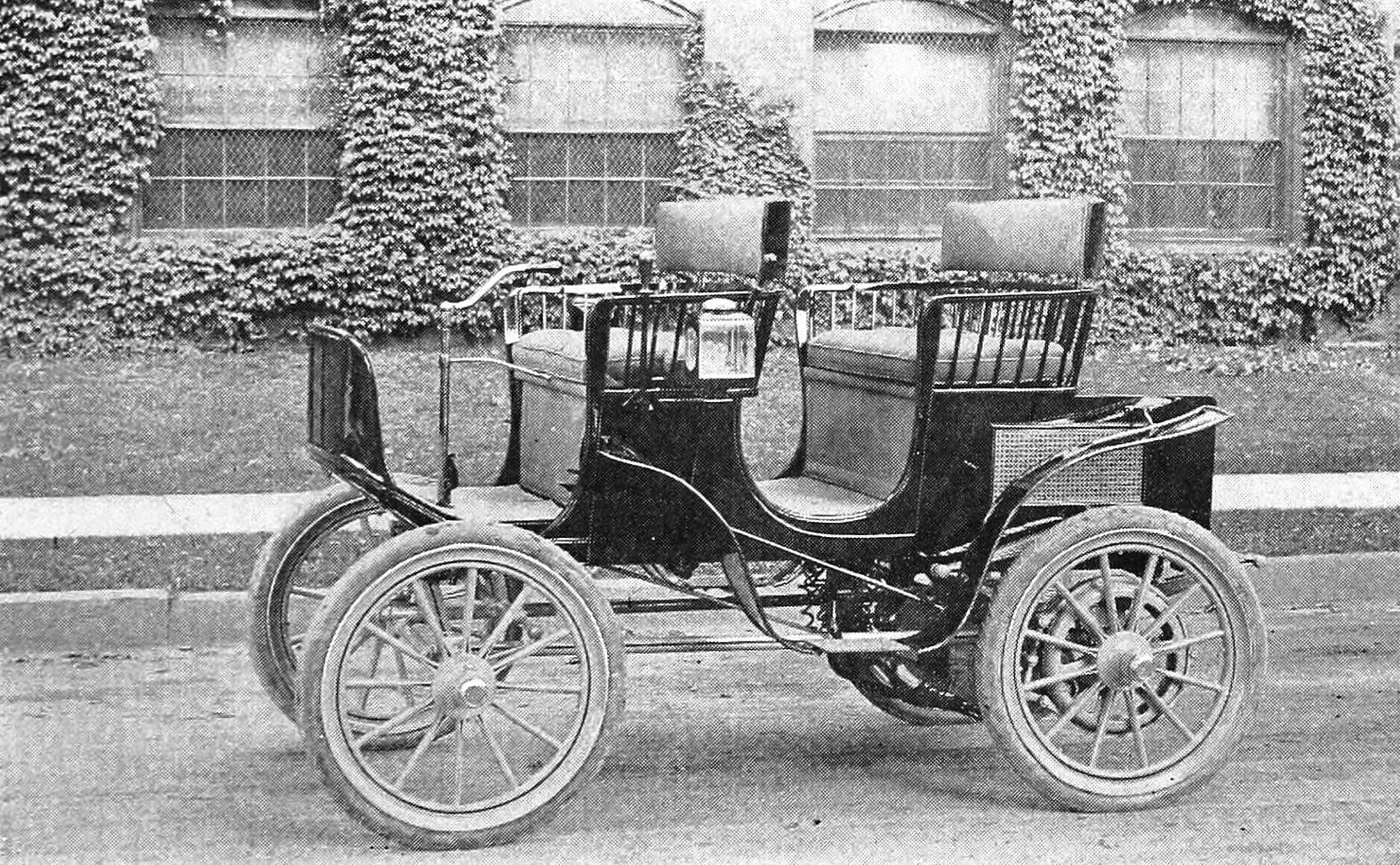
Surrey electric (1900)
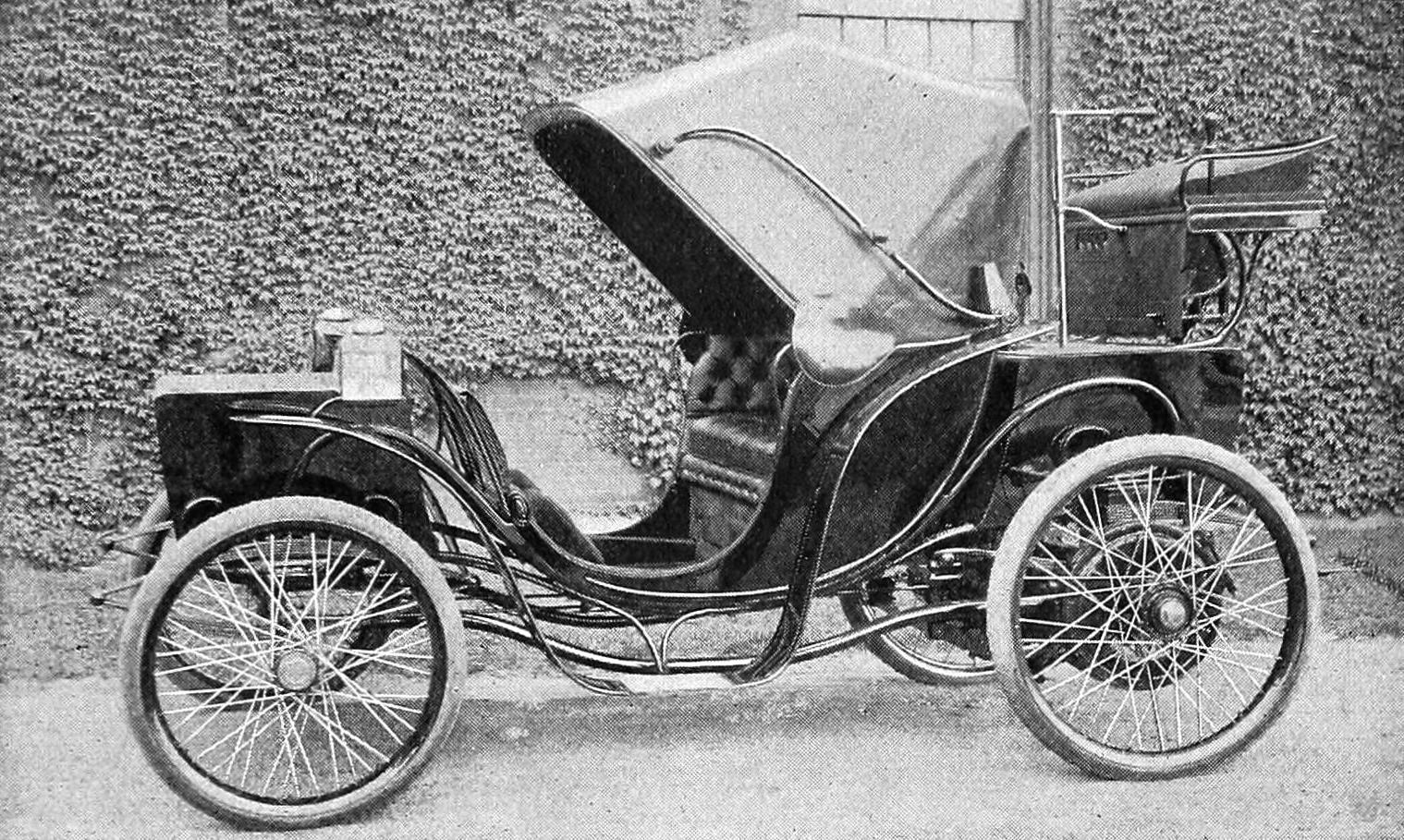
Victoria electric (1900)
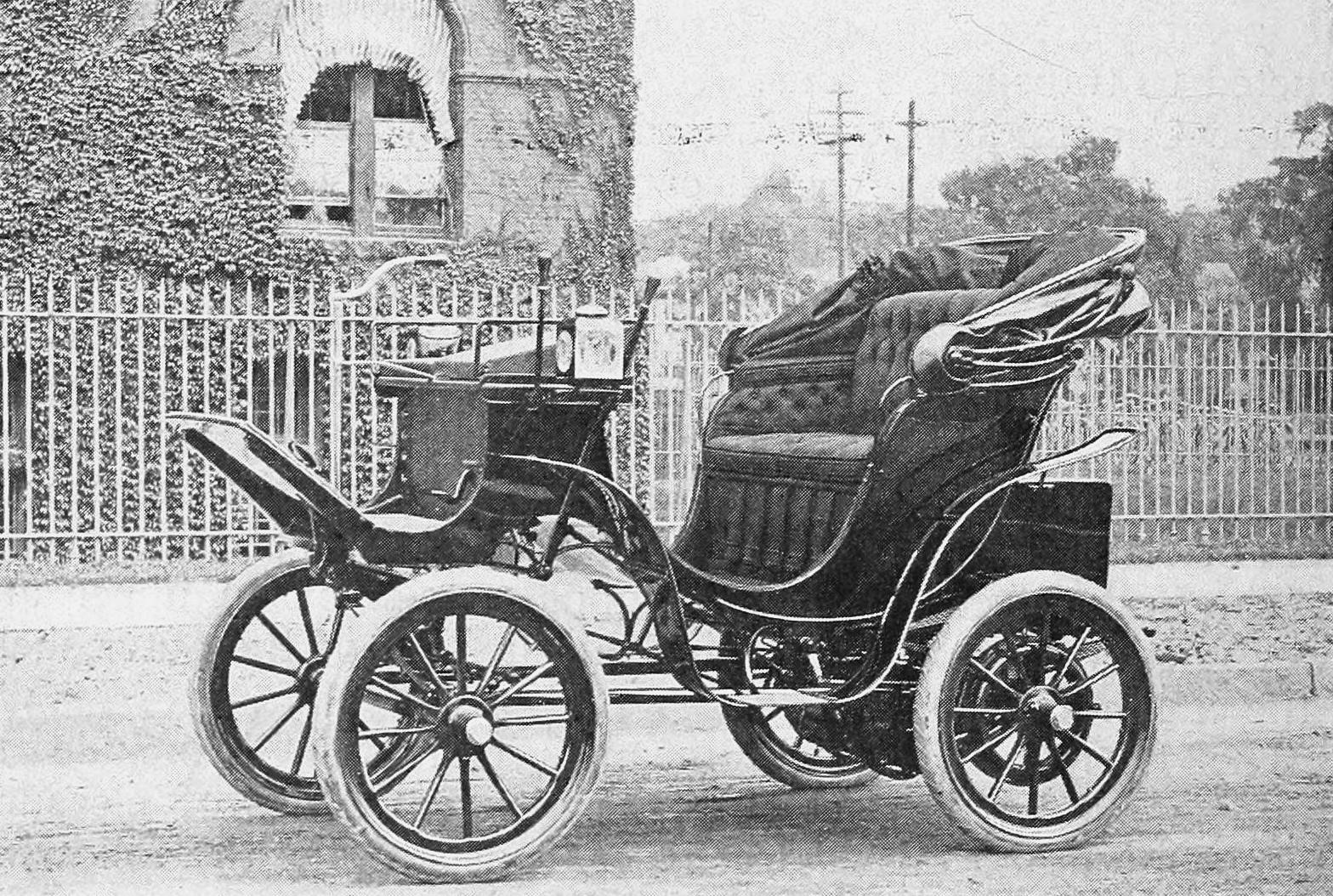
Cabriolet electric (1900)

## Fahrzeuge mit Verbrennungsmotor
1900 bot Columbia mit dem Mark VIII Runabout ihr erstes Fahrzeug mit Benzinmotor an. Der Motor leistete 4,5 PS.
Im November 1900 stellte Columbia im Madison Square Garden neben anderen Elektrofahrzeugen auch ein benzinbetriebenes Dreirad (Tricycle) mit zwei seitlichen Sitzen für Mitfahrende vor. Der Fahrer saß hinten auf einer Art Fahrradsattel.
Der Columbia Touring Car war ein völlig anderes Auto. Unter einem Verdeck bot er Platz für sechs Passagiere. Das zu Preisen von 4500,– bis 5000,– Dollar verkaufte Modell verfügte über einen vorn senkrecht eingebauten Vierzylindermotor mit 24 PS (17,9 kW) und ein Vierganggetriebe. Das Auto wog 1361 kg.

1912 und 1913 wurde zusätzlich ein Modell mit einem stärkeren Schiebermotor produziert.

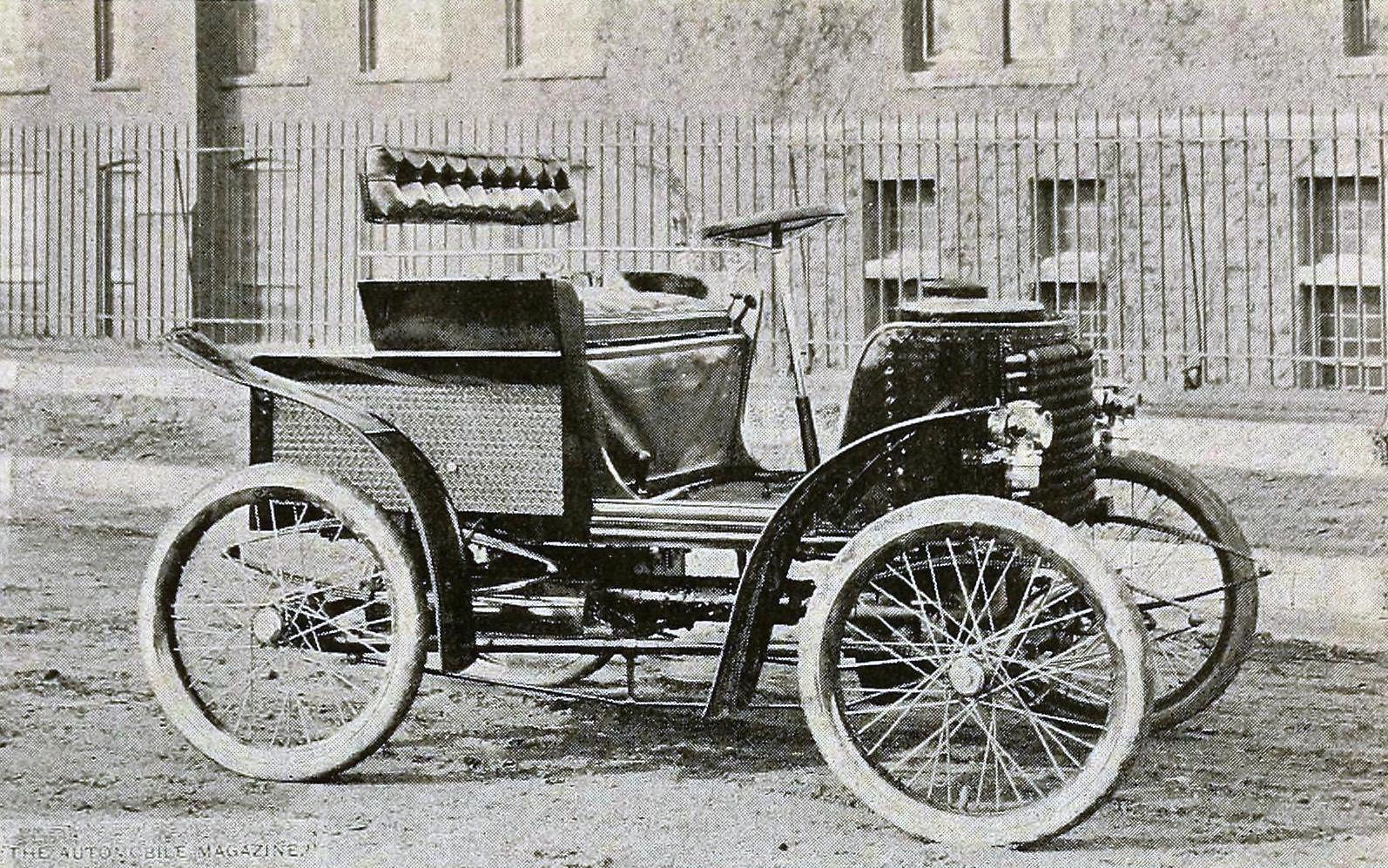
Mk VIII Gasoline Runabout 4.5 HP (1900)
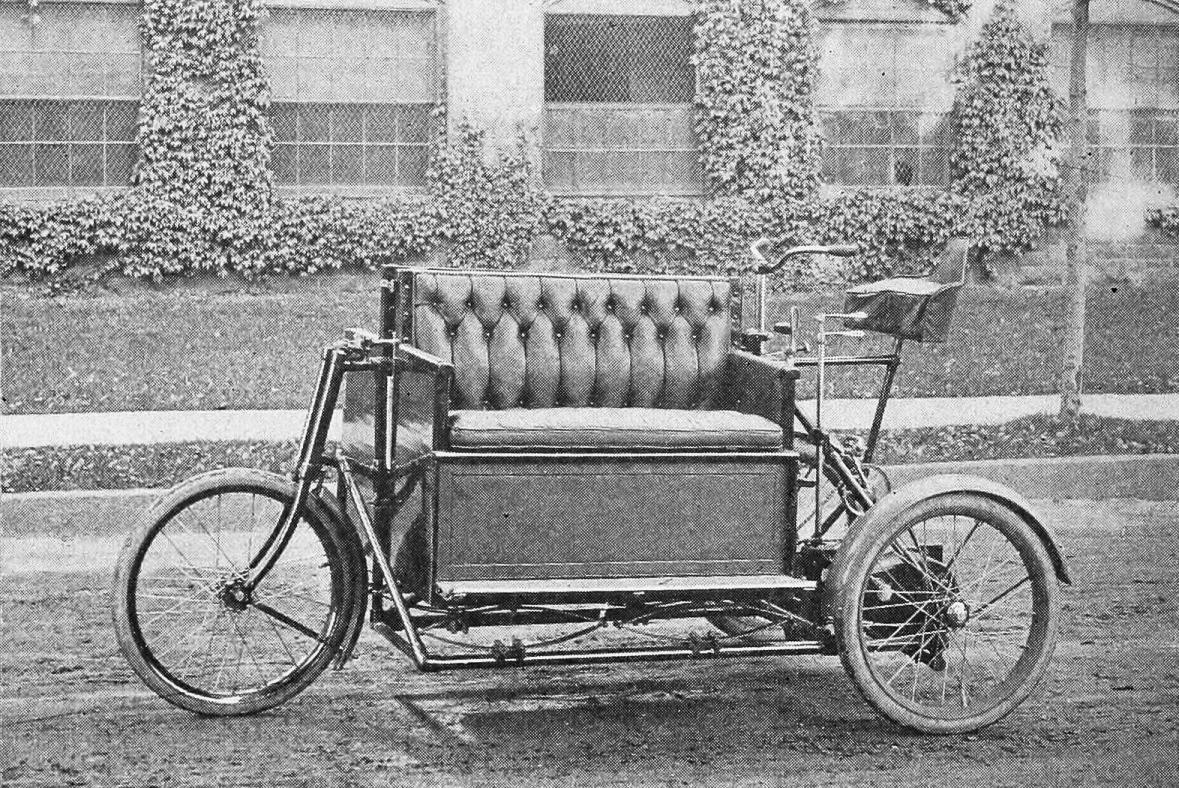
Gasoline Tricycle (1900)
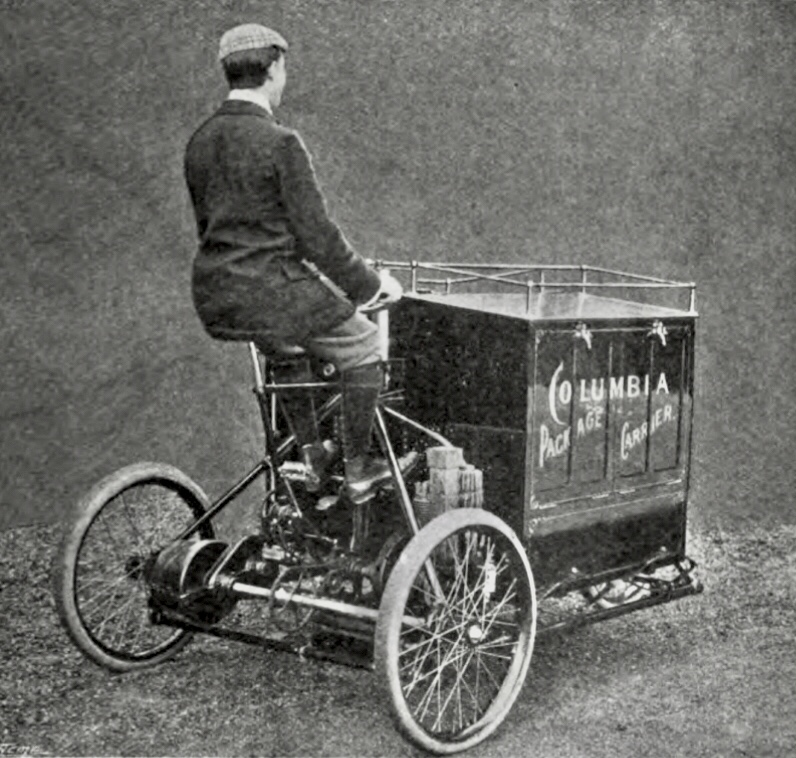
Columbia Automobile Company Tricycle als Lastenrad mit 1,25 HP De Dion-Bouton Motor

## Pkw-Produktionszahlen

Ein Columbia-Elektroauto von 1900 während des London to Brighton Veteran Car Run

Columbia von 1904

| Jahr  | Produktionszahl |
| ----- | --------------- |
| 1898  | 73              |
| 1899  | 387             |
| 1900  | 1.393           |
| 1901  | 1.427           |
| 1902  | 1.583           |
| 1903  | 1.727           |
| 1904  | 1.937           |
| 1905  | 1.213           |
| 1906  | 1.816           |
| 1907  | 2.210           |
| 1908  | 2.715           |
| 1909  | 2.817           |
| 1910  | 2.923           |
| 1911  | 2.236           |
| 1912  | 1.817           |
| 1913  | 937             |
| Summe | 27.211          |

Quelle:

## Nutzfahrzeuge
Zwischen 1899 und 1907 entstanden auch Nutzfahrzeuge. Es waren Lastkraftwagen mit bis zu 5 Tonnen Nutzlast und Omnibusse mit bis zu 15 Sitzen.